# 神代錦
神代 錦（かみよ にしき、1917年3月18日 - 1989年2月23日）は、日本の舞台女優。元宝塚歌劇団男役で、元同劇団理事。本名は稲垣 静子（いながき しずこ）。
花組主演男役、花組・星組組長を務めた後、1989年（平成元年）在団のまま死去。
愛称イナちゃん、靜いちゃん、イナゴ、チャガちゃん。公称身長164センチ。

## 来歴・人物
鳥取県倉吉市出身。出身校倉吉成徳学校。姉は高砂松子。
1929年「春の踊り」で初舞台、同期生に園井恵子、桜緋紗子、千村克子、藤花ひさみらがいる。宝塚歌劇団19期生。

芸名は小倉百人一首の第24番：菅原道真の
に由来。なお戦時中に軍の要請で芸名表記を嘉美代 錦としていた時期があった。
戦前の下級生時代はダンサーとして、洋舞・日舞（名取名藤間松左）の名手として注目された。
1943年花組組長に就任、1948年復活する星組へ組替となるまで務めた。
1948年星組組長に。1951年まで組長をつとめのち演劇専科へ異動。
演劇専科へ異動後も春日野八千代らとともに主演級あるいはそれに準じたポジションでたびたび本公演に登場し舞台を引き締めた。
1961年、宝塚義太夫歌舞伎研究会公演の「加賀見山旧錦絵」の岩藤を演じ、これにより第16回芸術祭奨励賞（演劇の部）を受賞。
1973年には歌劇団理事に就任、往年からすれば出演の機会こそ疎となってはいたが、ひきつづき1980年代半ば（「花供養」1984年宝塚バウホール公演など）まで舞台に立ち続けた。
1989年2月23日、満72歳の誕生日を目前に死去。
死後、2014年に設立された『宝塚歌劇の殿堂』最初の100人のひとりとして殿堂入りを果たした。

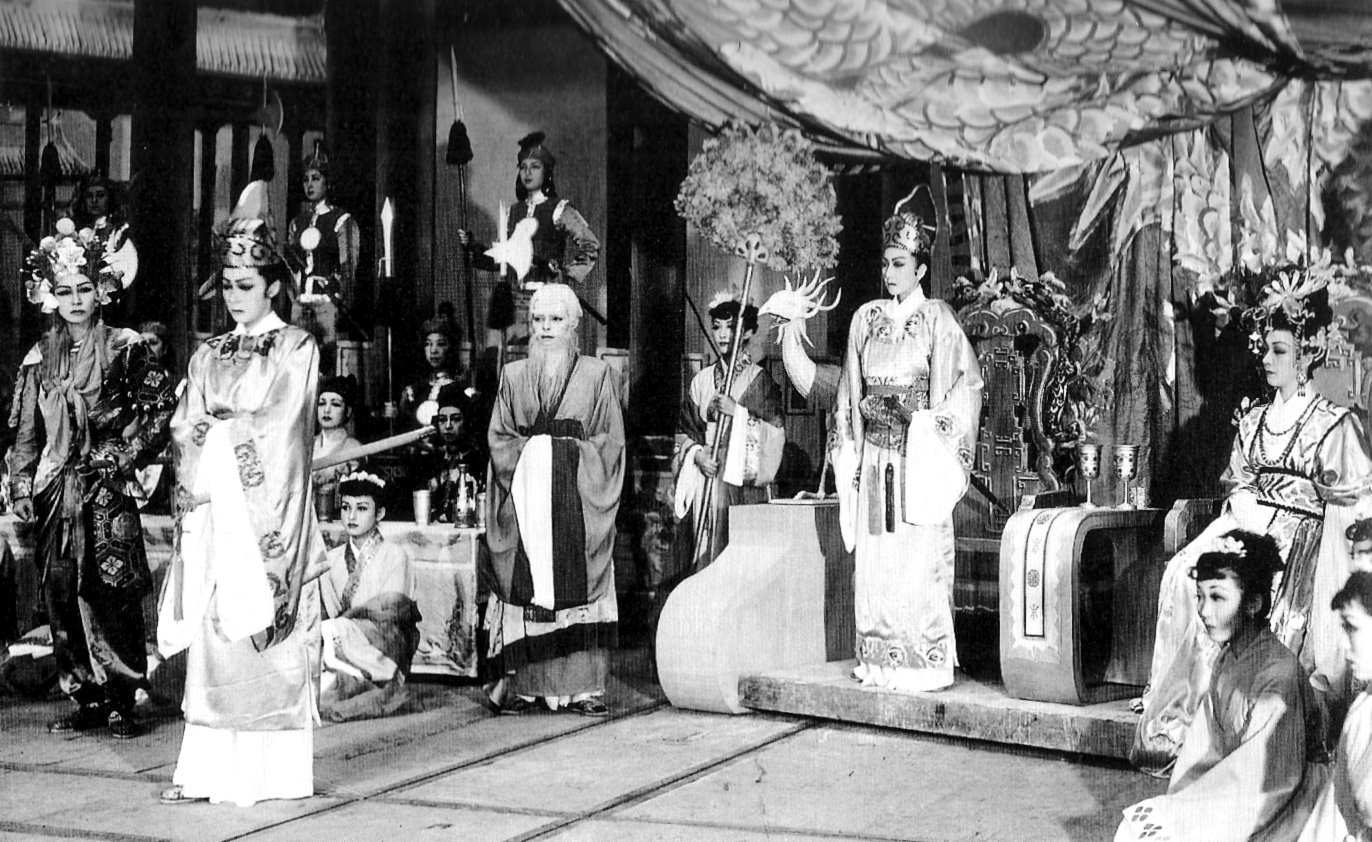
1951年「虞美人」初演。劉邦役

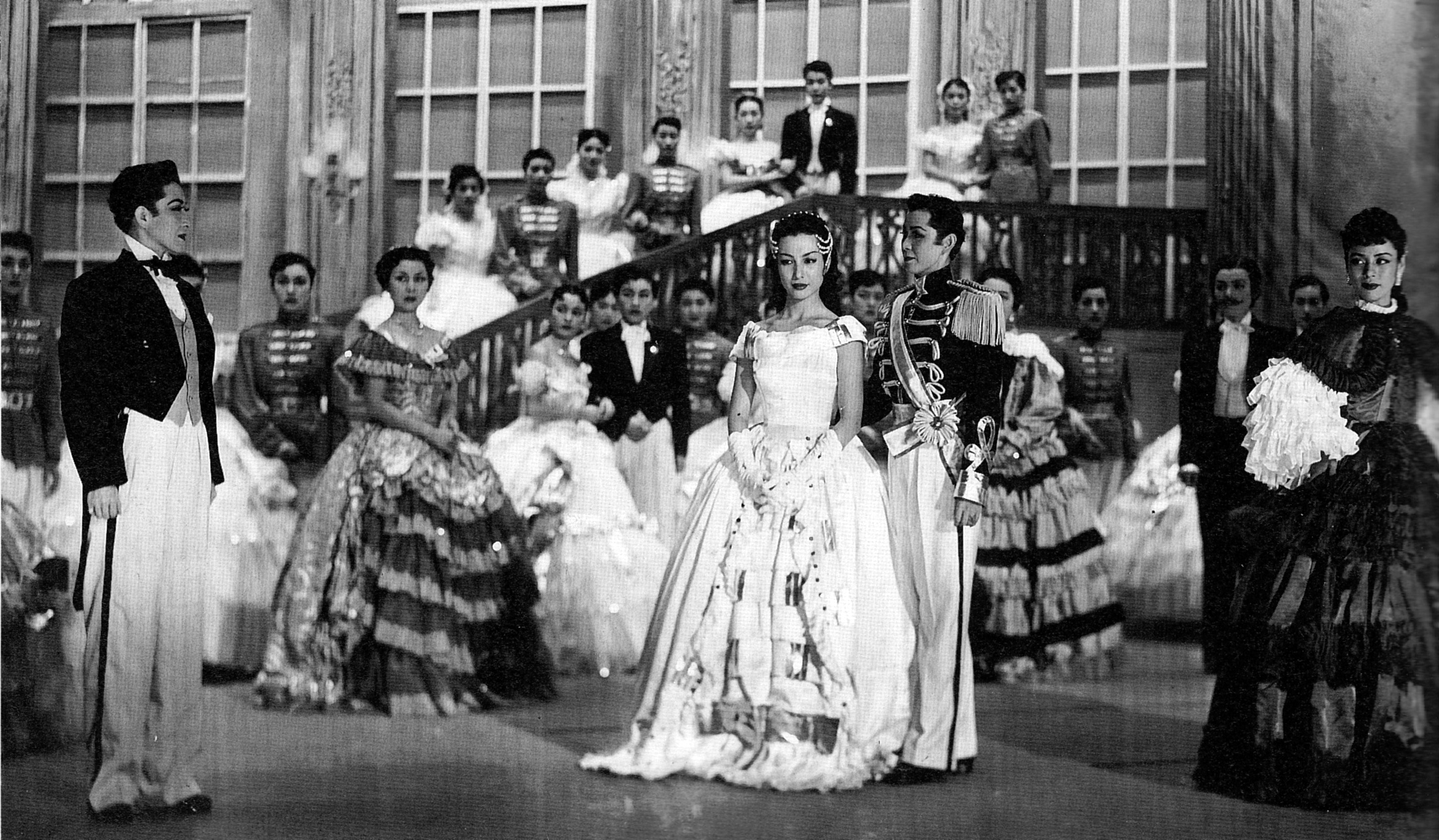
1954年「君の名は」前列左から、春日野・新珠三千代・錦・故里明美

## 主な舞台出演

### 宝塚歌劇団公演
- 『トウレシック』（花組）（1931年12月1日 - 12月28日、中劇場）
- 『ロザリータ』（雪組）（1936年5月6日 - 5月26日、中劇場）
- 『花ある氷河』（月組）（1938年7月1日 - 7月31日、宝塚大劇場）
- 『芦笛』（月組）（1938年8月7日 - 8月21日、中劇場）
- 『日本歴史繪巻』（花組）（1939年1月26日 - 2月25日、宝塚大劇場）
- 『太平洋行進曲』（花組）（1939年4月26日 - 5月25日、宝塚大劇場）
- 『歌のある繪本』（花組）（1939年11月26日 - 12月28日、中劇場）
- 『春のワルツ』『四天王寺縁起』（花組）（1940年2月26日 - 3月24日、宝塚大劇場）
- 『世界の市場』（花組）（1941年3月26日 - 4月24日、宝塚大劇場）
- 『森の人々』『ハンガリヤ狂想曲』（花組）（1941年6月26日 - 7月24日、宝塚大劇場）
- 『軍艦旗』『北京』（花組）（1942年1月1日 - 1月25日、宝塚大劇場）
- 『出家と黒猫』『ピノチオ』（花組）（1942年3月26日 - 4月24日、宝塚大劇場）
- 『海』（花組）（1942年6月26日 - 7月24日、宝塚大劇場）
- 『航空母艦』『悠久日本』（花組）（1943年1月1日 - 1月24日、宝塚大劇場）
- 『第二の戦士』（花組）（1943年3月26日 - 4月25日、宝塚大劇場）
- 『日の丸船隊』（花組）（1943年6月26日 - 7月25日、宝塚大劇場）
- 『母なる佛塔』（花組）（1943年9月26日 - 10月24日、宝塚大劇場）
- 『防人の歌』（花組）（1944年1月26日 - 2月24日、宝塚大劇場）
- 『寿式三番』『日本の四季』（花組）（1945年5月5日 - 5月30日、映画劇場）
- 『新大津繪』（公演中途に『盆燈籠』と改題があった）『風・光・力』（花組）（1945年8月3日 - 9月2日、映画劇場）
- 『ミモザの花』（花組）（1946年6月1日 - 6月30日、宝塚大劇場）
- 『グラナダの薔薇』『夏のをどり』（花組）（1946年8月6日 - 8月25日、宝塚大劇場）
- 『紅葉狩』『センチメンタル・ヂャアニー』（花組）（1946年11月1日 - 11月29日、宝塚大劇場）
- 『踊る四季』（花組）（1947年1月1日 - 1月30日、宝塚大劇場）
- 『マノン・レスコオ』（花組）（1947年4月1日 - 4月29日、宝塚大劇場）
- 『素襖落』『モン・パリ』（花組）（1947年9月2日 - 9月29日、宝塚大劇場）
- 『アデュウ一九四七年』『ミモザの花』（花組）（1947年12月2日 - 12月28日、中劇場）
- 『になひ文』『レインボーの歌』（花組）（1948年3月2日 - 3月30日、宝塚大劇場）
- 『田舎源氏』『ハリウッドに榮光あれ』（花組）（1948年5月1日 - 5月29日、宝塚大劇場）
- 『夜鶴双紙』『ブルーヘブン』（星組）（1948年9月22日 - 10月11日、宝塚大劇場）
- 『龍女』『ロマンス・パリ』（星組）（1949年2月18日 - 3月9日、宝塚大劇場）
- 『高山右近』（星組）（1949年6月1日 - 6月20日、宝塚大劇場）
- 『三人片輪』『東京・ニューヨーク』（星組）（1949年8月10日 - 8月30日、宝塚大劇場）
- 『夢殿』『スヰート・シルヴィ』（星組）（1949年12月1日 - 12月28日、中劇場）
- 『モンテカルロの結婚』『リリオム』（星組）（1950年6月1日 - 6月29日、宝塚大劇場）
- 『恋は御法度』『ヤマ・ローサ』（星組）（1950年10月1日 - 10月30日、宝塚大劇場）
- 『春のおどり』第一部 さくら歌舞伎、第二部 サクラジェンヌ（星組）（1951年4月1日 - 4月29日、宝塚大劇場）
- 『虞美人』- 劉邦 役（星組）（1951年8月1日 - 8月30日、宝塚大劇場）
- 『虞美人』- 劉邦 役（花組）（1951年10月2日 - 10月30日、宝塚大劇場）
- 『トウランドット(カラフ王子の冒険)』- バラク 役（月組）（1952年8月1日 - 8月31日、宝塚大劇場）
- 『トウランドット(カラフ王子の冒険)』- バラク 役（星組）（1952年9月2日 - 9月29日、宝塚大劇場）
- 『白蓮記』（星組）（1953年1月1日 - 1月30日、宝塚大劇場）
- 『船辨慶』（星組）（1953年10月1日 - 10月30日、宝塚大劇場）
- 『大川端』（月組）（1954年2月3日 - 2月28日、宝塚大劇場）
- 『笛吹童子』（花組）（1954年7月1日 - 7月30日、宝塚大劇場）
- 『秋怨』（月組）（1954年10月1日 - 10月31日、宝塚大劇場）
- 『君の名は(ワルシャワの恋の物語)』（花組）（1954年11月2日 - 11月29日、宝塚大劇場）
- 『黄色いマフラー』（月組）（1955年1月1日 - 1月30日、宝塚大劇場）
- 『虞美人』- 劉邦 役（星組）（1955年3月2日 - 3月30日、宝塚大劇場）
- 『虞美人』- 劉邦 役（星組）（1955年4月16日 - 5月25日、東京宝塚劇場）
- 『曽我物語』（星組）（1955年7月1日 - 7月31日、宝塚大劇場）
- 『ローサ・フラメンカ(スペインの情熱)』（月組）（1956年3月1日 - 3月30日、宝塚大劇場）
- 『宝塚おどり絵巻』（花組）（1957年1月1日 - 1月29日、宝塚大劇場）
- 『船遊女』（月組）（1957年6月1日 - 6月30日、宝塚大劇場）
- 『赤と黒』- レナル 役（花組）（1957年9月1日 - 9月29日、宝塚大劇場）
- 『ダル・レークの恋』- インディラ 役（月組）（1959年7月1日 - 7月30日、宝塚大劇場）
- 『天守物語』（月組）（1960年10月1日 - 10月30日、宝塚大劇場）
- 『朧夜源氏』（星組）（1961年1月1日 - 1月31日、宝塚大劇場）
- 『不死鳥のつばさ燃ゆとも』（雪組）（1963年2月2日 - 2月27日、宝塚大劇場）
- 『シャングリラ』- ダワル 役（星組）（1964年10月31日 - 11月30日、宝塚大劇場）
- 『花響楽』『ボン・ビアン・パリ』- アルセスト 役（専科・月組）（1965年1月1日 - 1月25日、宝塚大劇場）
- 『ハムレット』- クロディアス（雪組）（1969年2月1日 - 2月27日、宝塚大劇場）
- 『タカラヅカEXPO'70』第一部　四季の踊り絵巻 - 冬将軍 役（雪組）（1970年3月14日 - 4月14日、宝塚大劇場）
- 『この恋は雲の涯まで』- 弁慶/承暉 役（花組）（1973年7月28日 - 8月28日、宝塚大劇場）
- 『若獅子よ立髪を振れ』- 松平容保 役（雪組）（1974年5月25日 - 6月25日、宝塚大劇場）
- 『ベルサイユのばら』- ポリニャック夫人 役（花組）（1975年7月3日 - 8月12日、宝塚大劇場）
- 『風と共に去りぬ』- ジェラルド/ミード夫人 役（雪組）（1978年1月1日 - 2月14日、宝塚大劇場）
- 『隼別王子の叛乱』- 大鷦鷯大王 役（月組）（1978年8月10日 - 9月26日、宝塚大劇場）
- 『花供養』- 春日局 役（専科）（1984年3月31日 - 4月10日、宝塚バウホール）

### 外部出演
- 『お市の方』
- 『愛染め高尾』
- 『千姫曼陀羅』
- 『市川九女八』